# De talen van Pao
De talen van Pao is een boek in het sciencefictiongenre, geschreven door Jack Vance. De oorspronkelijke titel was The Languages of Pao (1957). Het boek verscheen in het Nederlands in 1975, in de vertaling van M.K. Stuyter.

## Verhaal
Pao is een voor menselijke bewoning gastvrije planeet, met een rustig klimaat op de meeste continenten. Na de kolonisatie expandeerde de bevolking tot de huidige 15 miljard bewoners. Gelijkmatigheid is kenmerkend voor het karakter van de gemiddelde Paonees. De taal, waar het Pao zich van bedient, bevat geen werkwoorden en bijvoeglijke naamwoorden als “goed”, “beter”, “best” en geeft eerder een beeld van een toestand dan beschrijving van een handeling.
Aiello, de Panarc, absoluut heerser van Pao, houdt een bijeenkomst waarbij bestuursmaatregelen genomen worden. In het gezelschap bevinden zich een aantal regeringsleiders, smekelingen, handelaren van planeet Mercantiel. Daarbij is tevens aanwezig Aiello’s broer Brekebarg, die bij de bevolking niet zo goed ligt. En Paravos, een man met scherpe ogen en een arendsneus, die op uitnodiging van Aiello aan de onderhandelingen deel neemt. Voor deze ene gelegenheid, en bij wijze van uitzondering, is bij de bespreking ook Aiello’s jonge zoon en troonopvolger Beran Panasper, aanwezig. Een mager en bedeesd kind, dat zich om voor hem onduidelijke redenen nu onrustig voelt. Misschien zijn de lange slaapwekkende gesprekken daar debet aan, waar Brekebarg hem de laatste tijd toe dwong. Er ontspint zich een discussie met de Mercantiel afgevaardigden over internationale verwikkelingen en het niet nakomen van een wapencontract. De jonge Beran voelt zich niet geheel wel, met name omdat hij een klein voorwerp in zijn hand heeft waarvan hij de voorgeschiedenis en de bedoeling niet kent. Door een kortdurende reeks van gebeurtenissen wordt Aiello tijdens de bijeenkomst dodelijk vergiftigd. De macht over Pao gaat per direct over naar Brekebarg, die meteen de Mercantiel handelsdelegatie als schuldigen met verzwaarde voeten van een klip in zee laat werpen.
Brekebarg bespreekt de affaire met Paravos, waarbij beiden er niet aan twijfelen dat de euveldaad in werkelijkheid geschiedde door Beran, waarschijnlijk onder invloed van posthypnotische suggestie. Brekebarg wil van Beran af omdat hij wettelijk troonopvolger zou worden, maar Paravos weet Beran in bescherming te nemen en met hem van Pao te ontsnappen. Hij maakt bij deze gelegenheid gebruik van technische aanpassing die in zijn lichaam zijn aangebracht.
Paravos is een dominie van Breeknes. De leefgemeenschap van Breeknes bestaat uit individuen, mannen, met een door- en-door monomane en solipsitische inslag. Dominies van Breeknes bekwamen zich in hun specialisaties. Hun economie draait op adviezen die aan de buitenwereld worden verkocht. Voortplanting geschiedt via vrouwen die in ruil voor bewezen diensten voor een meerjarig contract worden ingevlogen. Beran verbaast zich over Paravos’ extreme viriliteit. Hij hoort ook hoe het leven van een dominie van Breeknes verloopt. Door zijn activiteiten verwerft de dominie zich “aanpassingen” van zijn lichaam, waarbij offensieve en defensieve techniek wordt ingebouwd. Na een productief leven wordt hij op den duur minder nauwkeurig , prikkelbaar, krijgt grootheidswaan. Hij wordt dan “emeritus” en verdwijnt.
Beran verveelt zich op Breeknes, maar na een aantal jaren start hij toch een opleiding in Breeknes. Hij komt daarbij in contact met een groot aantal zonen van Paravos. Ondertussen gaat het op Pao niet goed. De bevolking lijdt onder het bewind van Brekebarg. En, wat erger is, de agressieve Neevils van de Vleermore wereld persen Brekebarg af. Hij moet dit toelaten omdat vanwege politieke strubbelingen met Mercantiel de Pao defensie is verzwakt. Als na nog een aantal jaren de Neevils opnieuw een schatting komen opeisen voelt Brekebarg zich genoodzaakt om Paravos’ advies in te roepen. Paravos, die het hierop al die jaren heeft aangestuurd, komt met een grondige aanpak. Hij adviseert om het gelijkmatige en weinig agressieve karakter van de Paonees om te vormen door drie nieuwe taalgroepen in te voeren, waardoor vanzelf militairen, technici en handelslui zouden ontstaan. De drie talen zouden toegesneden zijn op die drie groepen en onderwezen worden door leraren uit Paravos’ omgeving. Brekebarg ziet zich genoodzaakt in te stemmen.
Na weer een aantal jaren blijkt Paravos’ plan goed uit te pakken. De nieuwe talen Krijgs, Technisch en Denks blijken hun uitwerking op de drie bevolkingsgroepen niet te missen. Beran heeft inmiddels echter naast zijn haat jegens Brekebarg ook haat jegens Paravos opgepakt, vanwege de dood van een jonge vrouw waarop Beran zeer gesteld was. De nieuwe generatie Pao technici ontwikkelen nu onder andere wapens die door de militairen met open armen worden ontvangen. Als opnieuw een Neevil korvet uit de hemel neerdaalt loopt het slecht met de afpersers af. Beran ontmoet Brekebarg in het paleis en rekent met hem af. Na een confrontatie met Paravos wordt ook hij uitgeschakeld wegens het bereiken van de emeritusstatus; het was inmiddels duidelijk dat hij gek geworden was met zijn doel om heel Pao te vullen met zijn eigen nageslacht.

## Achtergronden bij het verhaal
- De Sapir-Whorfhypothese is een belangrijk thema van dit boek.